# 칸자키 우루미
칸자키 우루미(神崎麗美)는 《GTO (만화)》에 등장하는 등장인물으로, 구 정발판 명칭은 레미.

## 소개
- 칸자키 우루미(레미) - 성우: 미츠이시 코토노 / 김선혜

IQ 200의 천재적인 두뇌와 아주 섬세하고 치밀한 행동력과 판단력을 겸비한 천재소녀, 증권 애널리스트인 모친이 결혼을 싫어해서 인공수정으로 출산된 소녀로 자신은 이에 대해 컴플렉스를 갖고있다. 초등학생 시절 믿고 있었던 선생이 아버지의 비밀을 폭로해버린 사건 때문에 상처입은 후로 선생들을 믿지 못하면서 머리를 이용해 온갖 말썽과 테러를 저지르기도 했으며 출생비밀로 인해 미야비와 사이가 좋지 않기도하다. 처음엔 미야비의 의뢰로 첫 등장해 아주 기상천외한 방법으로 오니즈카(영길)를 괴롭히다가 옥상 사건으로 인해 오니즈카를 신임하게 되지만 간만에 후지모리선생 재회로 인해 또다시 학교에서 수업 테러를 저질렀다. 하지만 오니즈카(영길)의 과외수업으로 한때 마음을 잡았지만, 미야비하고 갈등이 생겨 출생의 비밀이 폭로되자 미야비를 몰카싸이트로 공격하고 스키장에서 자살을 기도하게 된다 오니츠카(영길) 선생 에게 구조된 이후 다시 마음을 잡고 동업자의 속임수로 파산후 좌절하던 어머니를 설득하여 비서로 아르바이트 중이다.